# Орудж Барбароса
Орудж (Арудж) Барбароса (на арабски: عروج بربروس; на турски: Oruç Barbaros), известен и като Оруч Рейс (на турски: Oruç Reis) за турците, е османски корсар, станал бей или султан на Алжир. Той е по-голям брат на известния османски адмирал Хайредин Барбароса.

## Биография

### Ранни години
Орудж Барбароса е роден около 1847 година на османското владение остров Мидили, днес в Гърция. Син е на османския военен Якуб ага, спахия от Енидже Вардар, от турски или албански произход, и на християнката Катерина от Лесбос, вдовица на православен свещеник. Има трима братя: Исхак, Хизир и Иляс, и две сестри, за които не се знае нищо. Най-големият брат Исхак води финансовите сметки на баща си Якуб, който се занимава с морска търговия, а другите трима братя стават първоначално моряци, а сетне капери в Средиземноморието, действайки против каперите на Хоспиталиерите от остров Родос. Орудж и Иляс действат в Близкия изток, между Анадола, Сирия и Египет, докато Хизир има за район на действие Бяло море и най-вече района около Солун. Орудж се показва като изключително успешен моряк, научава италиански, испански, френски, гръцки и арабски в ранните години на кариерата си. По време на търговска експедиция до Триполи, Ливан, той и Иляс са атакувани от галера на Хиспоталиерите. В боя загива Иляс, а Орудж е ранен. Бащиният им кораб е пленен, а Орудж е затворен от рицарите в замъка им в Бодрум близо 3 години. Хизир прави неуспешен опит да откупи брат си, а Орудж е измъчван през първите години на пленничеството си. Сетне работи като роб на родоски кораб, който транспортира пленници, когато съумява да избяга.

### Корсарска кариера
По-късно Орудж пристига в Анталия, където му е дадено ръководството на 18 галери на османския принц и губернатор на града Шехзаде Коркут, с които подновява борбата с Хоспиталиерите, които с пиратската си дейност нанасят сериозни щети на Османското корабостроене и търговия. След години, когато Шехзаде Коркут става гобернатор на Маниса, той дава на Орудж голям флот от 24 галери в пристанището Измир, с който той трябва да участва в експедицията срещу Апулия, Неаполитанското кралство. Там той бомбардира пристанищните крепости и пленява два кораба. По пътя на обратно за Лезбос, спира в Евбея и пленява три галеона и друг един кораб. След това напада няколко острова на Хоспиталиерите и пленява много от техните малки кораби. 
Достигайки Митилене с десет пленени кораба, Орудж научава, че Шехзаде Коркут, брат на новия Османски султан, е избягал в Египет, за да избегне преследване за убийството му при борбата за трона, често срещана практика в Османския двор по това време. Опасявайки се от положението си на приближен на принца в изгнание, Орудж решава също да отплава за Египет, където се събира с него в Кайро и заедно издействат среща със султана на Мамелюк Ел Ашраф Кансух ел Гури. Той възлага задача на Орудж с един негов кораб да прави набези по бреговете на Италия и средиземноморските острови, контролирани от християнските сили. След като оминава зимата, той заминава за Александрия и действа по бреговете на Лигурия и Сицилия. В 1503 година Орудж пленява три други кораба и прави остров Джерба своя база. В 1504 година той и Хизир искат разрешение от хафсидския халиф Абу Абдалах Мухамед IV ал Мутауакил да използват стратегическото пристанище Ла Голет за своите операции. Получават това право срещу 1/3 от спечеленото в полза на владетеля.
Орудж, командвайки малки галиоти, превзема два много по-големи папски галери край остров Елба. По-късно край Липари двамата братя превземат пътуващия от Испания за Неапол сицилианския боен кораб „Кавалерия“ с 380 испански войници и 60 испански конници от Арагон на борда. През 1505 година двамата братят правят набези по брега на Калабрия. Тези успехи им печелят слава и към тях се присъединяват редица добре известни мюсюлмански корсари, сред които турския корсар Куртоглу от Кайзери. В 1508 година те нападат бреговете на Лигурия и в частност Диано Марина. 
В 1509 година Исхак напуска Митилене и се присъединява към братята си в Ла Гулет. Славата на Орудж се разраства когато между 1504 и 1510 година. Тогава Орудж става известен и като Баба Арудж, когато прекарва голям брой мориски, мюсюлмани и евреи бежанци от Испания в Северна Африка. В Европа името му е трансформирано на Барбароса, което означава Червенобради на италиански. 
В 1510 година тримата братя нападат Капе Пазеро в Сицилия и отблъскат испанска атака над Беджая, Оран и Алжир. През август 1511 година те нападат района около Реджо ди Калабрия в Южна Италия. През август 1512 година, владетелят на Беджая в изгнание кани братята, за да прогонят испанците, в която битка Орудж губи лявата си ръка. След този инцидент Орудж получава прякора Сребърната ръка (тур. Gümüş Kol), тъй като му е поставена сребърна протеза. По-късно същата година тримата братя правят набези по бреговете на Андалусия в Испания, превземайки галиот на семейство Ломелини от Генуа, които са във владение на остров Табарка в този район. В последствие братята правят десант на Менорка и превземат брегови замък, след което се насочват към Лигурия и превземат четири генуезки галери край Генуа. Срещу тях Генуа изпраща флот, който да освободи галерата, но те също са пленени от корсарите. След като превземат общо 23 кораба за по-малко от месец, братята се изтеглят обратно към Ла Гулет.
Там те построяват три нови галиоти и фабрика за барут. През 1513 година те превземат четири английски кораба на път за Франция, правят набег над Валенсия, където превземат още четири кораба и след това се насочват към Аликанте и превземат испанска галера край Малага. Между 1513 и 1514 година тримата братя се сражават с испански ескадри при няколко случая и преместват своята база в Шершел, западен Алжир. В 1514 година с 12 галиота и 1000 турци братята разрушават две испански крепости в Беджая и когато срещу тях пристига испански флот под командването на Мигел де Гера, вицекрал на Майорка, те се насочват към Сеута и правят набег над града преди да превземат Джиджел в Алжир, който до това време е под контрола на Генуа. По-късно братята превземат Махдия в Тунис. След това правят нови набези над бреговете на Сицилия, Сардиния и Балеарските острови, както и срещу Испания, пленявайки три големи кораба там. През 1515 година те превземат още няколко галеона, галера и три барки в Майорка. Същата година Орудж изпраща ценни дарове на османския султан Селим I, който в замяна му дава гве галери и два обковани с диаманти ятагана. През 1516 година те обсаждат замъка на Елба, преди да се насочат още веднъж към Лигурия, където пленяват 12 кораба, а други 28 повреждат.

### Владетел на Алжир
През 1516 година тримата братя успешно освобождават Джиджел и Алжир от испанците, но впоследствие поемат контрол над градовете и заобикалящите ги райони, принуждавайки бившия им владетел Абу Хаму Муса III от династията Заянид да избяга. Местните испанци от Алжир търсят укритие при Пеньон де Архел и молят император Карл V, крал на Испания, да се намеси. Но испанската флота не съумява да принуди братята корсари да се изтеглят от Алжир.
След като консолидира властта си и се самообявава за Султан на Алжур, Орудж търси възможност да оголеми сухоземните си територии и взема Милиана, Медеа и Тенес. Става известен с това, че прикачва платна на оръдията за по-лесен транспорт през пустините на Северна Африка. През 1517 г. двамата братя правят набег над Капо Лимити и сетне над Изола ди Капо Рицуто в Калабрия. Орудж Барбароса прави разширения на териториите си в източните земи на Мароко. през 1518 година той превзема и пълни със свой гарнизон Уджда и Тибда, подчинява Бени Амер и Бени Снасен и им налага данък. Влиза в преговори и в заключителен съюз с мароканския султан, който е изключително притеснен от настъплението на Османската империя в Северна Африка.
Испанците нареждат на Абу Заян, който те определят за нов владетел на Тлемсен и Оран, да нападне Орудж по земя, но последният научава за плановете им и предварително атакува Тлемсен, превзема града и екзекутира Абу Заян през 1518 година по време на  Обсадата на Тлемсен. Последният наследник от династията Заян е Шейх Бахамуд, който бяга в Оран и търси помощ от испанците. През май 1518 година император Карл V пристига в Оран и приема Бахамуд и испанския губернатор на града Диего де Кордоба, маркиз на Комерес, командир на бойна сила от 10 000 испански войници. Подкрепени от хиляди бедуни, испанците прекосяват по земя пътя до Тлемсен, където Орудж и Исхак ги очакват с 1500 левантийски войници и 5000 мавърски войници. Орудж Барбароса успешно брани града от испанците и бедуните в продължение на шест месеца, но предаден от местните, е принуден да направи опит да пробие обсадата и да се върне в Алжир. Брат му Исхак умира междувременно. Орудж пробива вражеските линии и пресича близката река с някои от своите приближени левантийци моряци, които обаче са убити. Самият Орудж Барбароса умира в резултат на пробождане от копие. Искайки да докажат смъртта му пред Карл V, испанските войници му отрязват главата, слагат я в торба с мед и я отнасят в Испания. Това е потвърждение, тъй като многократно преди това смъртта на Орудж е обявявана, но се е оказвала неистина.
Последният оцелял брат на Орудж Хизир (Хайредин Барбароса), го наследява и взима псевдонима му, и поема задачата да стане най-силният и известен османски адмирал като подсигурява османската доминация в Средиземноморието през XVI век.

### Наследство
Орудж създава османското присъствие в Северна Африка, което трае четири века, де факто до загубата на Алжир за сметка на Франция през 1830 година, на Тунис от Франция през 1881 година и на Либия от Италия през 1912 година.
Три подводници на Турските военноморски сили са кръстени на негово име: TCG Oruç Reis, TCG Oruçreis (S-337) and TCG Oruçreis (RAD-14)